# Catocala abbreviatella
Catocala abbreviatella är en fjärilsart som beskrevs av Augustus Radcliffe Grote 1872. Catocala abbreviatella ingår i släktet Catocala och familjen nattflyn. Inga underarter finns listade i Catalogue of Life.